# Centre national de la cinématographie du Mali
Le Centre national de cinéma du Mali (CNCM) est un établissement public à caractère scientifique technologique et culturel doté de la personnalité morale et de l'autonomie de gestion créé en mars 2005 et chargé de la promotion du cinéma malien, de la coproduction, de l'actualité documentaire et artistique, du cinéma ambulant.
Le CNCM délivre les visas d'exploitation (après avis de la commission nationale du visa cinématographique), les autorisations de tournage des films sur le territoire national, distribue les cartes professionnelles du cinéma et est chargé de la création d'une billetterie.
Le CNCM, installé à Bamako, dispose en 2009 d’un budget de fonctionnement de près de 700 millions de francs Cfa

## Histoire
Le CNCM a succédé en mars 2005 au Centre national de production cinématographique (CNPC), service public créé par la loi du 29 novembre 1979.
Le CNPC avait pour mission la conception et la réalisation de productions cinématographiques à caractère publicitaire et d’actualité, à caractère documentaire et artistique. Depuis la loi du 20 juillet 1998, il était également chargé de la réglementation, du contrôle et de la régulation de tous les secteurs de la cinématographie nationale.

## Centre de formation
Le Centre national de la cinématographie du Mali dispose d’un studio école baptisé "Le Bourgou" inauguré le 12 septembre 2007.
Installé dans le bâtiment du CNCM,  il dispose d'une salle de formation polyvalente, d'une salle de post-production et de bureaux.
Le studio école propose des formations aux différents professionnels du cinéma (réalisateurs, scénaristes, scriptes, cadreurs, techniciens du son, de la lumière, comédiens, décorateurs, maquilleurs, costumiers et régisseurs).